# Crane Yu
Crane Yu es el nombre artístico de Honjo Yukari, nacida el 31 de octubre de 1962, una luchadora japonesa profesional de All Japan Women's Pro-Wrestling. Se destaca principalmente por su debut en 1980 y por ser miembro de La villanía alianza.

## Biografía
Honjo Yukari debuta en 1980 en la fundación de All Japan Women's Pro-Wrestling (AJW), con el nombre de Yu enmascarado,o Masked Yu, por lo tanto en 1984 comienza a aparecer sin la máscara y se cambia el nombre a Crane Yu, lo que se la reconoce por su participación en La villanía alianza que estaba liderada por Dump Mastumoto. El 25 de febrero de 1985, Dump Matsumoto se une a Crane Yu para el título de Tag Team Campeonato Mundial WWWA, quienes ganaron derrotando a las demás. En ese año también, entra Keiko Nakano a la alianza, quien se cambia el nombre a Bull Nakano. 
Luego, se realiza un torneo contra Bull Nakano, ambas del equipo La villanía alianza, quienes se enfrentan de forma muy violenta utilizando el Nunchaku y al final, Crane Yu logra derrotarla, además también derrota a otras luchadoras como Mika Komatsu y Drill Nakamae quien también formaba parte de la alianza.
En 1989, se retira por unos instantes de AJW para realizar un torneo contra Lioness Asuka, pero esta vez con el nombre de Dinamita Jack, quien más tarde aparece en el ring con su verdadero nombre. Años después, en 2003, se realiza el aniversario número 35 de All Japan Women's Pro-Wrestling, y participan Dump Matsumoto y Crane Yu, contra Yumi Ogura y Tateno Kiyo.

## Apariciones en la televisión
Crane Yu, además de ser vista en la programación de AJW por el canal, también aparece en varios comerciales de comida y ropa, e incluso en varios programas con el grupo de La villanía alianza. En 1985, también apareció en una serie de televisión, Teatro Tierra de Lunes, transmitido por Fuji TV.

## Conflicto en la villanía alianza
Aunque Crane Yu se la ve participando con Dump Matsumoto en el año 2005, anteriormente había tenido fuertes torneos con esta, por lo tanto Dump Matsumoto había resultado con gran popularidad y la había derrotado. Bull Nakano quien también discute con Crane Yu, se enfrenta a ella en 1985 en el ring, pero los resultados fueron mejores, porque esta termina rindiéndose y Crane Yu gana el torneo.
Más tarde en 1989, Condor Saito y Bull Nakano luchan en un torneo contra Dump Matsumoto, quien ella gana derrotando a las otras dos nombradas anteriormente.